# 利本斯维莱尔
利本斯维莱尔（法語：Liebenswiller，法語發音：[libənsvilɛʁ]）是法国上莱茵省的一个市镇，属于米卢斯区。

## 地理
利本斯维莱尔（47°29'54"N, 7°27'18"E）面积3.87 平方千米，位于法国大東部大區上莱茵省，该省份为法国东部内陆省份，是阿尔萨斯的一部分，今与下莱茵省组成了阿尔萨斯欧洲集体，其北临下莱茵省，西接孚日省，西南接贝尔福地区省，东侧沿莱茵河与德国相望，南与瑞士接壤。
与利本斯维莱尔接壤的市镇（或旧市镇、城区）包括：莱门、贝特拉克、上阿根塔勒、奥尔坦格。
利本斯维莱尔的时区为UTC+01:00、UTC+02:00（夏令时）。

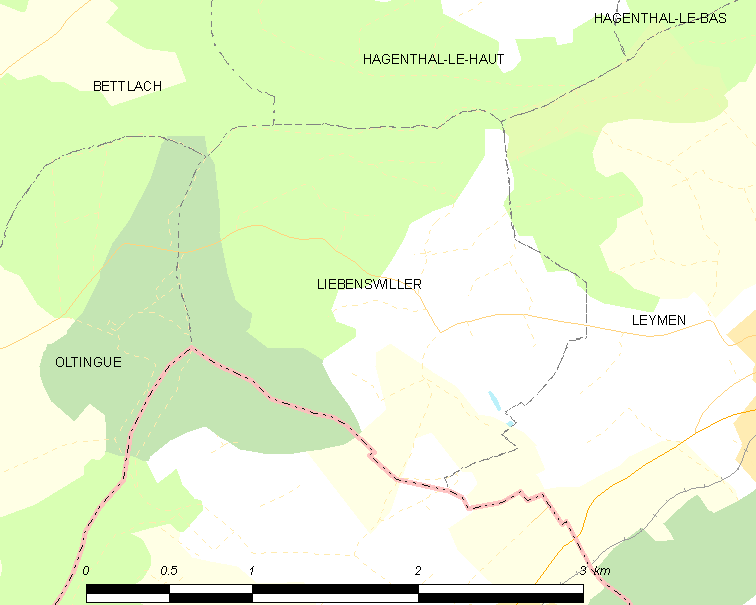
利本斯维莱尔的OSM定位图

## 行政
利本斯维莱尔的邮政编码为68220，INSEE市镇编码为68183。

## 政治
利本斯维莱尔所属的省级选区为圣路易县。

## 人口

1962-2008年间利本斯维莱尔人口变化图示

利本斯维莱尔于2022年1月1日时的人口数量为183人。